# Red Slate Mountain
Red Slate Mountain est le plus haut sommet de Sherwin Range, qui fait partie de la Sierra Nevada. Il est sur l'arête de la Sierra qui sépare les comtés de Fresno et de Mono, en Californie.
Red Slate Mountain peut être atteint en partant du col McGee Pass ou du lac Bighorn Lake.
La région au nord de Red Slate Mountain est une des zones sismiques les plus actives de Californie : ces tremblements de terre correspondent à la caldeira de Long Valley.
La Red Slate Mountain doit son nom au California Geological Survey de 1873. Cependant, il n'est pas sûr que ce soit la montagne actuelle ou Red-and-White Mountain qui ait originellement été nommée ainsi.